# Ferdinando Meglio
Ferdinando Meglio, detto Dino (Napoli, 27 giugno 1959) è un maestro di scherma ed ex schermidore italiano, specializzato nella sciabola.
Ha partecipato a quattro edizioni delle Olimpiadi, dal 1980 al 1992, vincendo una medaglia d'oro a Los Angeles 1984 con Giovanni Scalzo, Angelo Arcidiacono, Gianfranco Dalla Barba e Marco Marin, una medaglia d'argento a Mosca 1980 (7º classificato nell'individuale) e una medaglia di bronzo a Seul 1988, tutte nella specialità della sciabola a squadre. Alle Olimpiadi di Barcellona 1992 si è classificato al 6º posto nella gara individuale.
Inoltre è stato commissario tecnico della nazionale italiana campione del mondo a L'Aia nel 1995 e allenatore dei campioni del mondo Gioia Marzocca, Luigi Tarantino, Rosanna Pagano, Raffaello Caserta.
Da atleta ha fatto parte della nazionale giovanile dal 1975 al 1979 e di quella assoluta dal 1979 al 1993, anno in cui si è ritirato dalle competizioni.
Dalla fine del 2021 è coordinatore della nazionale paralimpica di scherma.

## Palmarès
In carriera ha conseguito i seguenti risultati:
Giochi olimpici
Individuale
A squadre
- Oro nella sciabola a Los Angeles 1984
- Argento nella sciabola a Mosca 1980
- Bronzo nella sciabola a Seul 1988

Mondiali
Individuale
A squadre
- Argento nella sciabola a Melbourne 1979
- Argento nella sciabola a Roma 1982
- Bronzo nella sciabola a Vienna 1983

Europei
Individuale
- Bronzo nella sciabola a Foggia 1981

A squadre
Universiadi
Individuale
- Bronzo nella sciabola a Zagabria 1987

A squadre
- Oro nella sciabola ad Bucarest 1981
- Argento nella sciabola a Edmonton 1983
- Bronzo nella sciabola a Zagabria 1987

Giochi del Mediterraneo
Individuale
- Oro nella sciabola ad Atene 1991

Campionati italiani
Individuale
- Oro nella sciabola a Foggia 1981
- Oro nella sciabola a Genova 1987
- Oro nella sciabola a Foggia 1992

A squadre
- Oro nella sciabola a Pescara 1977
- Oro nella sciabola a Salerno 1978
- Oro nella sciabola a Livorno 1979
- Oro nella sciabola a Napoli 1980
- Oro nella sciabola a Foggia 1981

### Altri risultati
- Campionati Italiani Under 20

Rimini 1976: oro nella sciabola individuale
Frascati 1977: oro nella sciabola individuale
Venezia 1978: oro nella sciabola individuale
Torino 1979: oro nella sciabola individuale